# Phattharapong Phengchaem
Phattharapong Phengchaem (thailändisch ภัทรพงษ์ เพ็งแจ่ม; * 1. Januar 1996), auch als Nik bekannt, ist ein thailändischer Fußballspieler.

## Karriere
Phattharapong Phengchaem stand bis Ende 2019 beim Viertligisten Sisaket United FC unter Vertrag. Mit dem Verein aus Sisaket spielte er in der North/Eastern Region der Liga. Im Februar 2020 wechselte er zum ebenfalls in Sisaket beheimateten Zweitligisten Sisaket FC. Am Ende der Saison 2020/21 musste er mit Sisaket in die dritte Liga absteigen. Nach insgesamt 31 Ligaspielen kehrte er Ende August 2022 zu seinem ehemaligen Verein, dem mittlerweile in der dritten Liga spielenden Sisaket United, zurück. Am Ende der Saison 2023/24 feierte er mit dem Verein die Meisterschaft der North/Eastern Region sowie den Aufstieg in die zweite Liga. Sein Zweitligadebüt gab Phengchaem am 10. August 2024 (1. Spieltag) im Heimspiel gegen den Pattaya United FC. Bei dem 1:1-Unentschieden wurde er in der 80. Minute für Akarawit Saemaram eingewechselt.

## Erfolge
Sisaket United FC
- Thai League 3 – North/East: 2023/24  ▲